# David Pullan
David Pullan (* 1962 in Adelaide) ist ein australischer Schauspieler mit Charakterrollen im Film, Fernsehen und dem Theater.

## Leben und Karriere
David Pullan, 1962 in Adelaide in der Hauptstadt des Bundesstaates South Australia geboren, begann seine Schauspielkarriere bereits Mitte der 1970er Jahre, als er als Jugendlicher an den Theatern in Adelaide, wie dem Royalty Theatre dem Arts Theatre oder der Union Hall in Stücken renommierter Autoren auftrat.
1978 engagierte man ihn in Großbritannien als Sechzehnjährigen für die Rolle des Paul Purwell in der von Dorothea Brooking für die BBC produzierte Fantasy-Fernsehminiserie Der Mondschimmel neben Schauspielern wie James Greene, Sarah Sutton, David Haig und Caroline Goodall.
Nach seinem Studium der Philosophie und der Psychologie sah man David Pullan während der 1980er und 1990er Jahre als vielseitigen Charakterdarsteller in zahlreichen britischen Theatern und in verschiedenen Fernsehfilmen und Fernsehserien. So verkörperte er verschiedene Charaktere in zahlreichen Shakespeare-Stücken wie Richard III, Macbeth oder der Komödie Taming of the Shrew. bei der Royal Shakespeare Company. Ferner trat er über 11 Monate hinweg in der Hauptrolle in The Woman in Black im Londoner West End auf.
Daneben spielte Pullan auch in Kinoproduktionen wie Schrei in die Vergangenheit von Regisseur Mike Figgis und 2001 in Paul Sarossys Regiedebüt, dem Kriminaldrama Mr In-Between.
Zu den vielen Fernsehauftritten zwischen 1978 und 2011 von David Pullan zählen die Miniserie Mussolini: The Untold Story (1985), die Fernsehfilme Das dreckige Dutzend Teil 3 – Die tödliche Mission (1987) oder Rosamunde Pilcher – September (1996). Des Weiteren sah man ihn in Episoden von verschiedenen populären Fernsehserien wie Screen One (1989), The Return of Shelley (1989), The Bill (1999), Family Affairs (2002), The House That Jack Built (2002) oder Law & Order: UK (2011).
Darüber hinaus umfasst Pullans Tätigkeit mit seiner Stimme Arbeiten für Radio- und TV-Spots, Hörspiele (BBC), Revoicing (The History Channel), TV-Dokumentationen („Trouble at the Top“), kommerzielle Radio idents (Capital Radio) und Imagefilme sowie Live-Präsentation und Preisverleihungen.
Seit 1998 arbeitet David Pullan auch erfolgreich als Kommunikationstrainer im Bereich Business und Marketing. Er ist Mitglied der Association for Coaching and Applied Improvisation Network. Pullan lebt in South East England.

## Filmografie (Auswahl)

### Kino
- 1994: Schrei in die Vergangenheit (The Browning Version)
- 2001: Mr In-Between

### Fernsehen
- 1978: Der Mondschimmel (The Moon Stallion, Miniserie)
- 1985: Mussolini: The Untold Story (Miniserie)
- 1987: Das dreckige Dutzend Teil 3 – Die tödliche Mission (Dirty Dozen: The Deadly Mission, Fernsehfilm)
- 1989: Screen One (Fernsehserie, 2 Episoden)
- 1989: The Return of Shelley (Fernsehserie, 2 Episoden)
- 1994, 1999: The Bill (Fernsehserie, 2 Episoden)
- 1996: Rosamunde Pilcher – September (Fernsehfilm)
- 2002: Family Affairs (Fernsehserie, 4 Episoden)
- 2002: The House That Jack Built (Fernsehserie, Episode 1x01)
- 2011: Law & Order: UK (Fernsehserie, Episode 5x05)